# Patrícia Reis
Patrícia Reis (Portugal, 1970) é uma jornalista e escritora portuguesa.  Estudou História e é mestre em Ciências da Religião. Começou a carreira no semanário O Independente. Seguiram-se as redações do Expresso, Público, Marie Claire, Elle, RDP e RTP. Tem uma vasta carreira literária que inclui romances, biografias e livros infanto-juvenis. É a editora e curadora da Revista Egoísta. É co-apresentadora do podcast Um Género de Conversa.
Em março de 2024 publicou A Desobediente - Biografia de Maria Teresa Horta, com o selo da Contraponto Editores.
Tem dois filhos. Um deles é o jornalista e comentador político Sebastião Maria Reis Bugalho.

## Biografia
Patrícia Reis estudou História e História de Arte e Comunicação Empresarial, começou a sua carreira jornalística em 1988 no semanário O Independente, passou pela revista Sábado e realizou um estágio na revista norte-americana Time, em Nova Iorque. 
De volta a Portugal, é convidada para o semanário Expresso, fez a produção do programa de televisão Sexualidades, trabalhou na revista Marie Claire, na Elle e nos projectos especiais do diário Público. Editora da revista Egoísta, é sócia do atelier de design e texto 004, participando em projectos de natureza muito variada. 

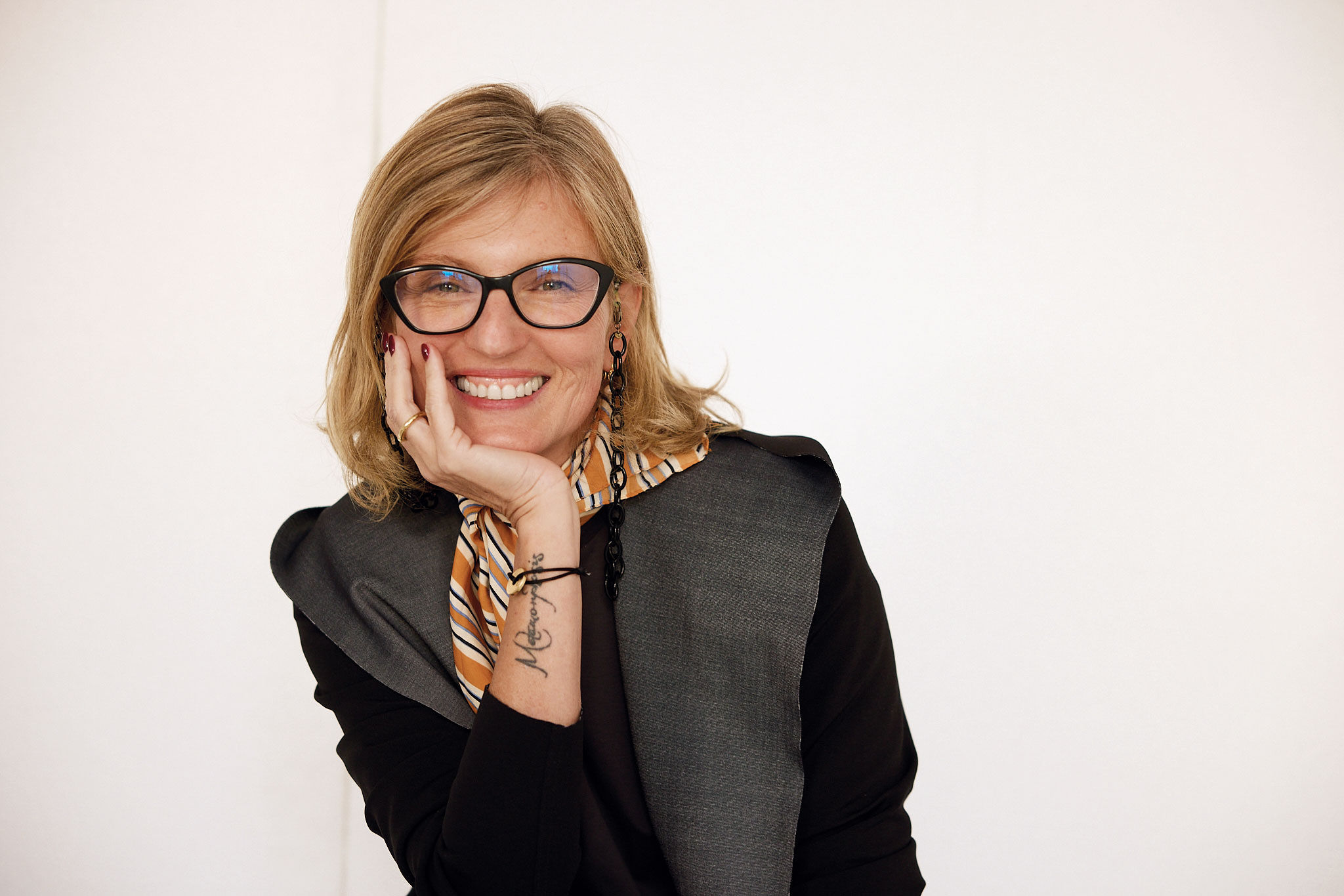
Patrícia Reis fotografada por João Paulo em fevereiro de 2024

Escreveu a curta biografia de Vasco Santana e o romance fotográfico Beija-me (2006), em co-autoria com João Vilhena, a novela Cruz das Almas (2004) e os romances Amor em Segunda Mão] (2006), Morder-te o Coração (2007), que integrou a lista de 50 livros finalistas do Prêmio Portugal Telecom de Literatura, No Silêncio de Deus (2008) e Antes de Ser Feliz (2009). É ainda autora da colecção infanto-juvenil Diário do Micas e de dois livros infantis, todos com o selo do Plano Nacional do Livro e Leitura. Em 2011 escreveu por Este Mundo Acima. 
Contracorpo (2013), A Construção do Vazio (2017), As Crianças Invisíveis (2019) e Da Meia Noite às Seis (2021) foram os seus últimos romances, até à data. 
Em 2024, publica A Desobediente — Biografia de Maria Teresa Horta, que resulta de mais de 100 horas de entrevistas e alcançou a marca da segunda edição antes do lançamento oficial.      

## Obras Selecionadas
- A Desobediente (2024)
- Da Meia Noite às Seis (2021)
- As Crianças Invisíveis (2019)
- A Construção do Vazio (2017)
- Contracorpo (2013)
- Mistério no Benfica - O Roubo da Taça dos Campeões Europeus (2012)
- Assalto à Casa Fernando Pessoa (2012)
- Por Este Mundo Acima (2011)
- Mistério no Oceanário (2011)
- Mistério na Primeira República (2010)
- Um Mistério em Serralves (2010)
- Mistério no Museu da Presidência (2009)
- Antes de Ser Feliz (2009)
- O Que nos Separa dos Outros por Causa de um Copo de Whisky (2014)
- No Silêncio de Deus (2008)
- A fada Dorinda e a Bruxa do Mar (2008)
- Mistério no Museu de Arte Antiga (2008)
- Xavier, o livro esquecido e o dragão enfeitiçado (2007)
- Morder-te o coração (2007)
- Amor em Segunda Mão (2006)
- Beija-me (2006)
- Cruz das Almas (2004)
- Vasco Santana: o bem amado (1999)
- Paris 1889 (1994)

- Conhecer a Arte – Andy Warhol
- Conhecer a Arte – Mona Lisa
- O Mistério da Máscara Chinesa
- A Nossa Separação
- Carolina gogirls
- O Diário de Micas